# 善通寺
34°13′30.4″N 133°46′26.9″E / 34.225111°N 133.774139°E
善通寺（日语：／）是位于日本香川縣善通寺市的真言宗善通寺派總本山寺院。山號「屏風浦五岳山」。開基（創立者）為佐伯善通。

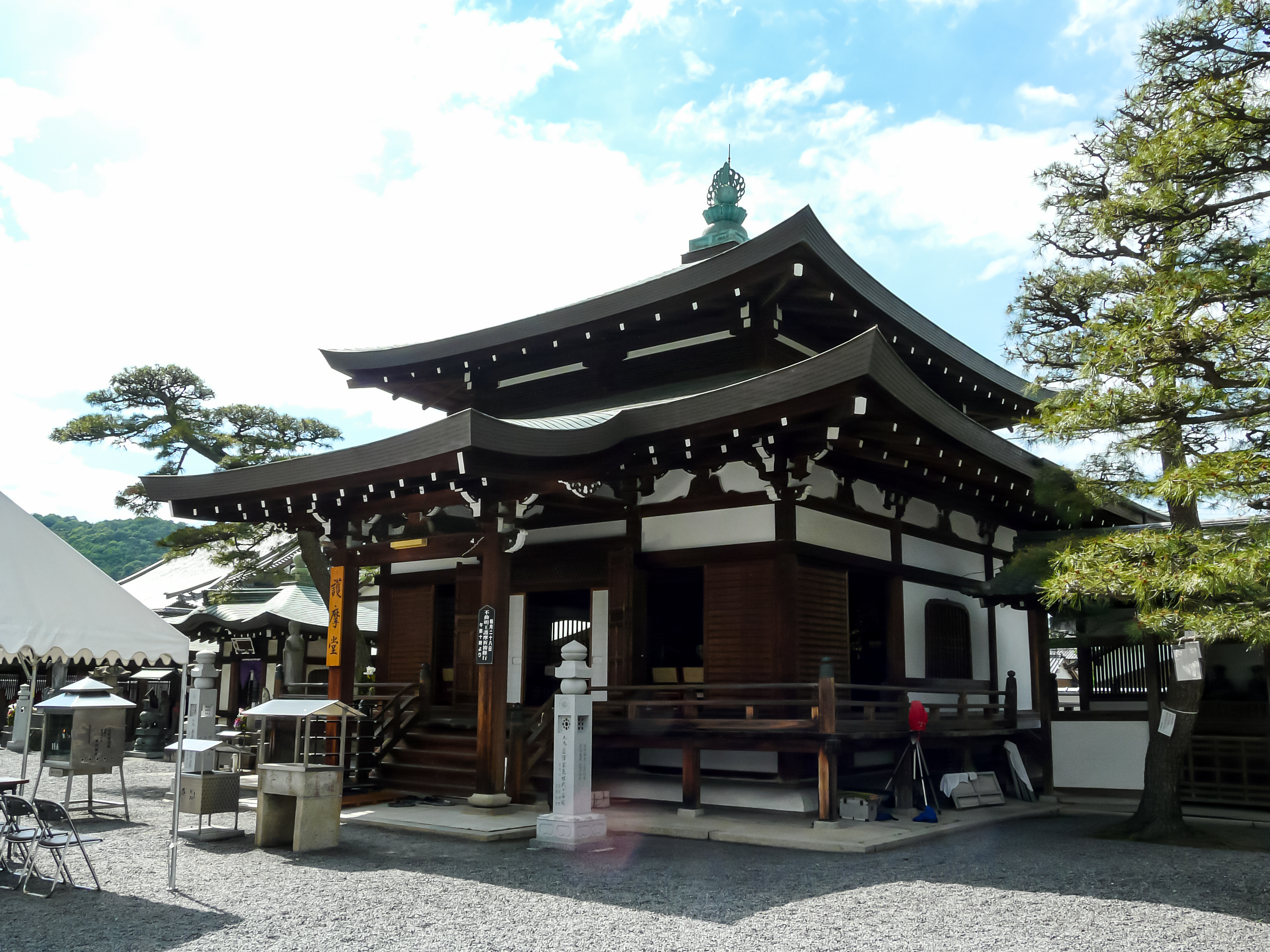
西院護摩堂

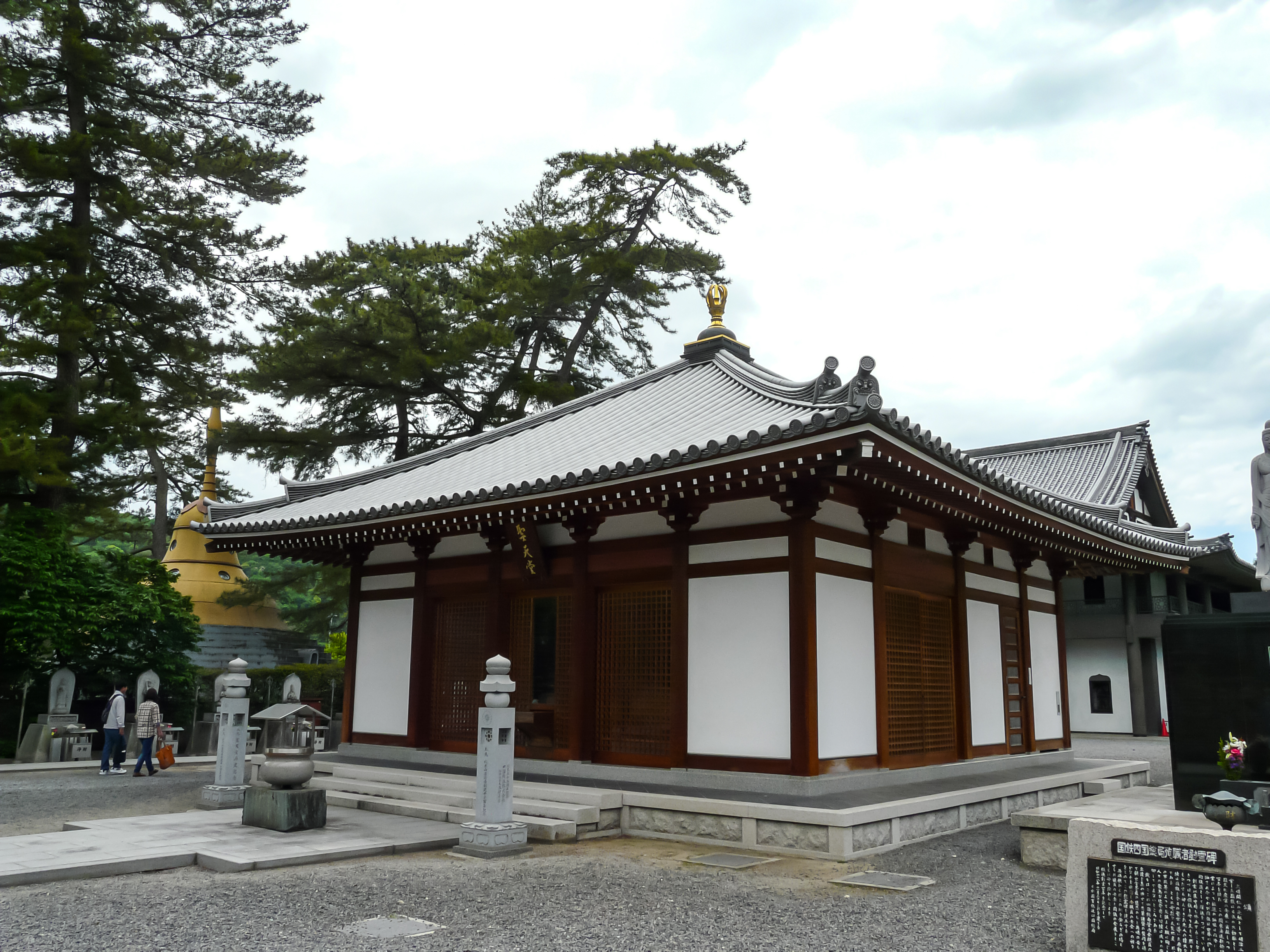
西院聖天堂

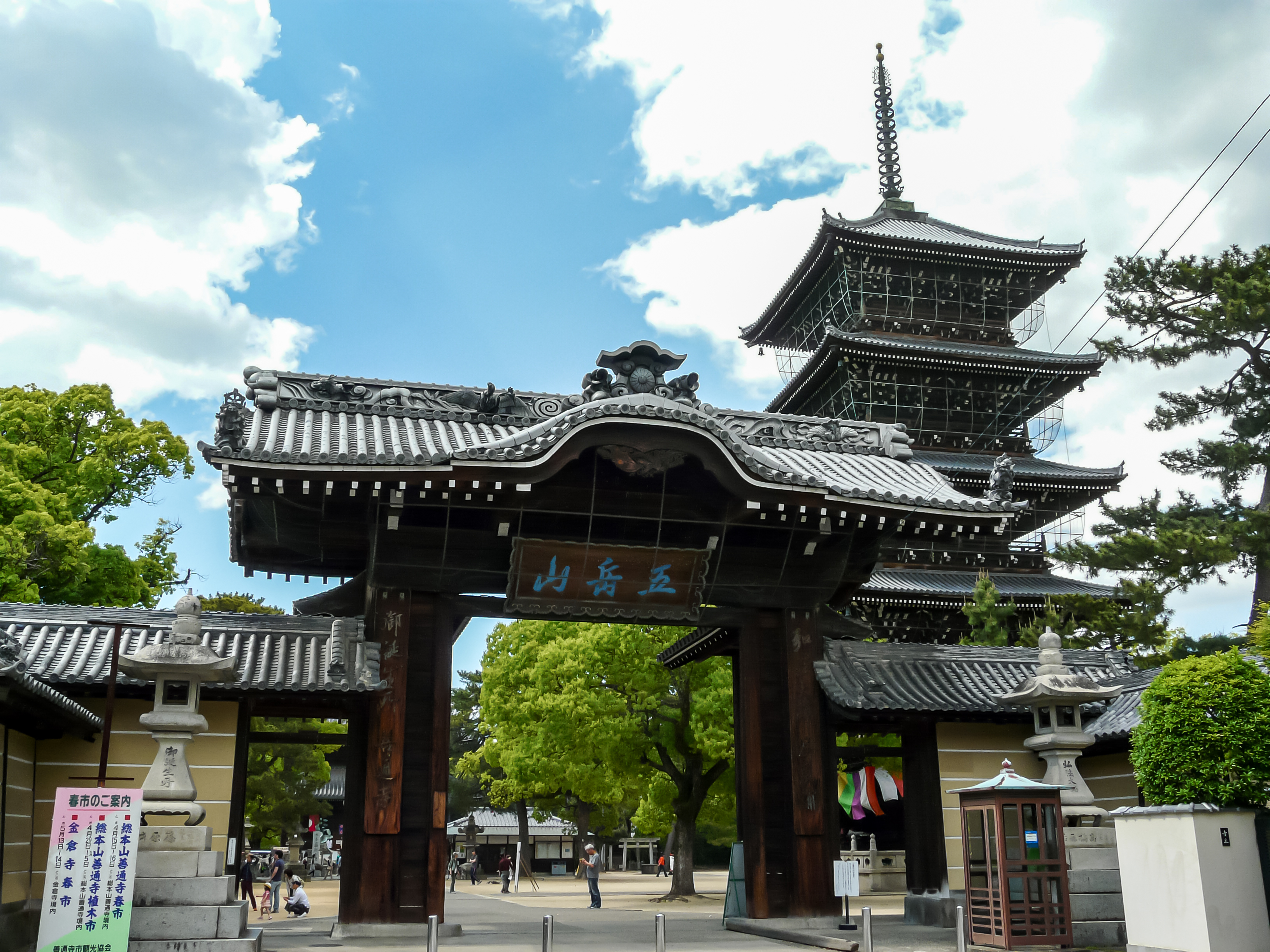
東院南大門與五重塔

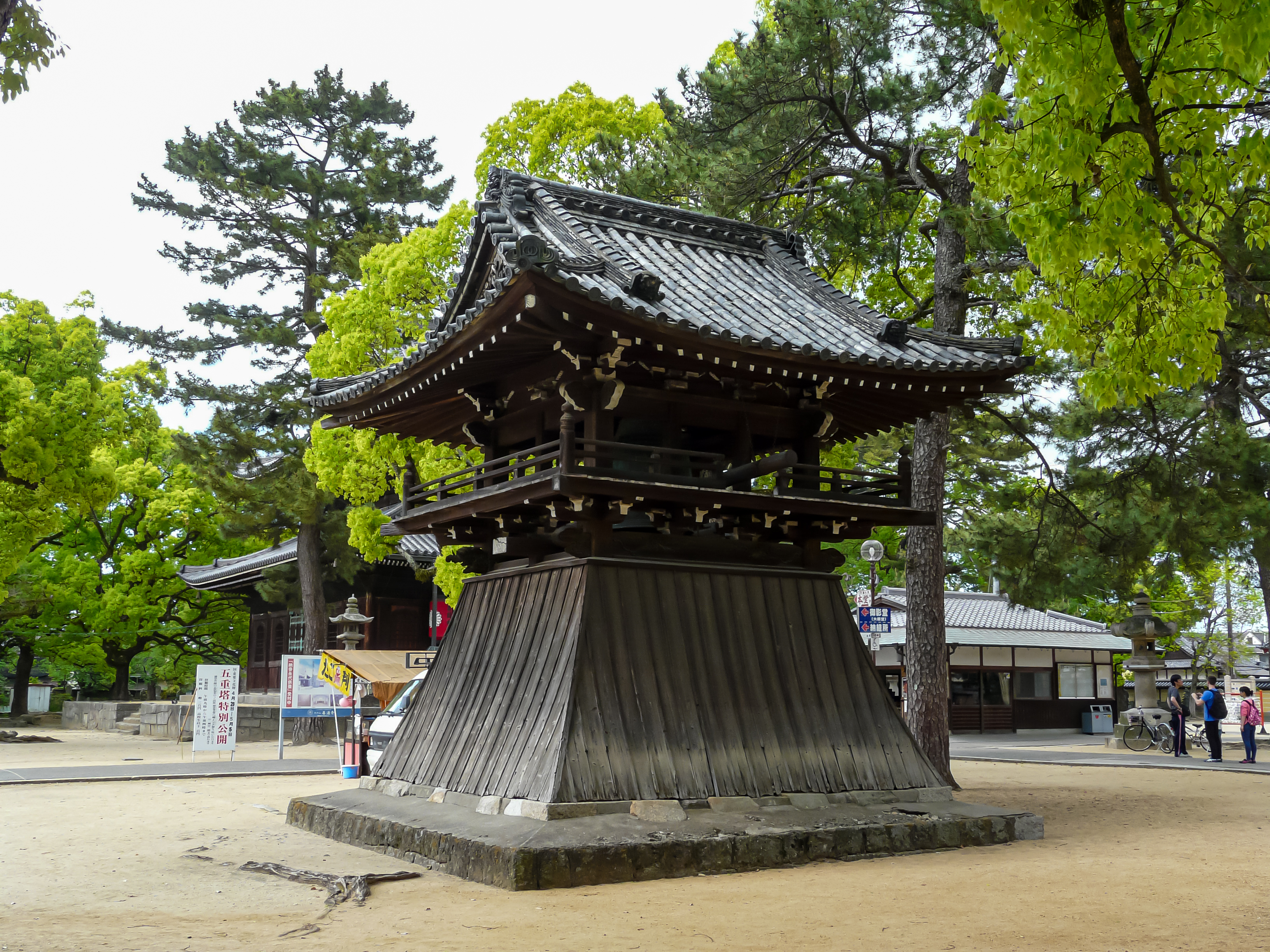
東院鐘樓堂

## 關連項目
- 隨心院

## 外部連結
- 總本山善通寺（页面存档备份，存于）